# Reviens Jimmy Dean, reviens
Pour plus de détails, voir Fiche technique et Distribution.
Reviens Jimmy Dean, reviens (Come Back to the 5 & Dime, Jimmy Dean, Jimmy Dean) est une comédie dramatique américaine réalisée par Robert Altman, sortie en 1982.

## Synopsis
Le 30 septembre 1975, un fan club entièrement féminin, les "Disciples de James Dean", se réunit dans un magasin Woolworth's à McCarthy, au Texas, dans le magasin, afin de célébrer le vingtième anniversaire de la mort de l'acteur. Le magasin se trouve à 100 km de Marfa, où Dean a filmé Giant en 1955. À l'intérieur, la propriétaire du magasin, Juanita, se prépare pour une autre journée de travail tout en écoutant de la musique gospel à la radio. Elle appelle également Jimmy Dean par son nom. Pendant ce temps, une des Disciples Sissy, arrive en retard après avoir donné un coup de main au relais routier. Juanita remarque que plus de membres pourraient arriver bientôt. Une autre, Mona, prend un bus en retard.
Après que Sissy se soit inquiétée du temps ("118 degrés à l'ombre"), un retour de flamme se produit dans une nuit orageuse de 1955. Sissy s'installe à l'intérieur et demande trois de ses amis: Mona, Sydney et Joseph "Joe" Qualley. Joe est en train de stocker de nouveaux exemplaires du magazine Photoplay; Mona arrive en retard à cause de la météo. Au chagrin de Juanita, Sissy, Mona et Joe, grimpent sur le comptoir et commencent à chanter la mélodie doo-wop "Sincerely", ce à quoi Juanita s'oppose, préférant écouter uniquement de la musique gospel.
En 1975, deux autres disciples, Stella Mae et Edna Louise, se rendirent au même magasin, apportant une veste rouge que le club portait auparavant. Mona les rejoint et explique que son bus était en panne et a du être réparé. En regardant une photo de groupe avec James Dean, elle se souvient de la dernière fois que les "Disciples", toutes vêtues de la même veste, se sont rencontrées. Alors que les préparatifs de la réunion se poursuivent, le flashback continue. Les amis de Sissy annoncent avec joie que Elizabeth Taylor, Rock Hudson et James Dean se rendront dans les environs de McCarthy pour filmer Giant, les auditions auront lieu dans cette région. Cela ne fait que susciter le désir de Mona de jouer aux côtés de Dean, son idole, dans ce film. Lorsque Mona révèle que Dean l'a choisie pour élever son fils, Juanita pense qu'elle est "déformée et démente". Mona s'emporte quand Sissy la dénigre. cette dernière sort pour se calmer.
Mona et Juanita quittent le magasin pendant un moment et aperçoivent une cliente, Joanne, conduisant une voiture de sport Porsche. Joanne est arrivée à McCarthy grâce à un vieux panneau routier faisant la promotion du film de James Dean au magasin. Les disciples apprennent qu'elle a subi une opération de changement de sexe il y a près de treize ans. Joe avait été perçu comme le seul homme de ce groupe. Dans un flash-back, Joanne a été méprisée par les citadins après avoir assisté à une soirée dansante de lycée dans un vêtement féminin et a été brutalement battue dans un cimetière. En entendant cette histoire, Stella se demande si Joanne est une hermaphrodite - "mi-homme, mi-femme". Joanne explique qu'elle a subi une opération de changement de sexe il y a 13 ans. C'est une femme qui présente des preuves physiques à plusieurs de ses amis.
Plus tard dans la journée, Juanita dit aux disciples de se préparer à la tempête après avoir cru entendre le tonnerre. Le bruit fort vient d'une voiture de sport - le fils de Mona, Jimmy Dean, a volé la voiture de Joanne. Alors que celle-ci téléphone à la patrouille de la route pour faire revenir le jeune voleur, un autre flash-back prend racine: ils entendent le présentateur de radio révéler qu'un accident de voiture a tué l'acteur James Dean. Ils décident de tenir une veillée.
Parmi les autres secrets et révélations, Mona annonce qu'elle a failli mourir d'asthme. Elle prétend qu'elle était une actrice dans le film Giant. Alors que la réunion se termine, il semble que Joanne soit le père du fils de Mona, Jimmy Dean, 19 ans, qui n'a jamais été vu, et qui a volé la Porsche de Joanne. Les Disciples concluent un pacte pour en organiser un autre dans les vingt prochaines années, mais Mona refuse. Elle, Sissy et Joanne apparaissent devant les miroirs et chantent "Sincerely". Le film se termine par des prises de vue du magasin en ruine abandonné, tandis que la chanson s’estompe et que le vent souffle.

## Fiche technique
- Titre original : Come Back to the 5 & Dime, Jimmy Dean, Jimmy Dean
- Titre français : Reviens Jimmy Dean, reviens
- Réalisation : Robert Altman
- Scénario : Ed Graczyk (play, screenplay)
- Décors : David Gropman
- Costumes : Scott Bushnell
- Photographie : Pierre Mignot
- Montage : Jason Rosenfield
- Musique : Allan F. Nicholls
- Production : Scott Bushnell ; Giraud Chester (exécutive)
- Sociétés de production : Sandcastle 5 Productions, Viacom Enterprises
- Société de distribution :  Cinecom Pictures
- Budget : 850 000 de dollars[1]
- Pays de production :  États-Unis
- Langue originale : anglais
- Format : couleur – 35 mm – mono
- Genre : comédie dramatique
- Durée : 109 minutes
- Dates de sortie : 
  - États-Unis : octobre 1982 (Festival international du film de Chicago) ; 12 novembre 1982 (New York, État de New York)
  - France : non communiqué

## Distribution
- Sandy Dennis : Mona
- Cher : Sissy
- Karen Black : Joanne
- Sudie Bond : Juanita
- Kathy Bates : Stella Mae
- Marta Heflin : Edna Louise
- Mark Patton : Joe Qualley
- Caroline Aaron : Martha
- Ruth Miller : Teenager
- Gena Ramsel : Teenager
- Ann Risley : Teenager
- Dianne Travis[2] : Teenager

## Distinctions

### Récompenses
- Festival international du film de Chicago 1982 : Gold Hugo du meilleur film

### Nominations
- CableACE Awards 1984 :
  - Directing a Dramatic or Theatrical Program pour Robert Altman et Showtime
  - Theatrical Special pour Showtime
- Los Angeles Film Critics Association 1982 : Meilleure actrice dans un second rôle (2e place) pour Cher
- Golden Globes 1983 : Meilleure actrice dans un second rôle pour Cher